# Rudići
Rudići su bivše samostalno naselje s područja današnje općine Glamoč, Federacija BiH, BiH.

## Povijest
Za vrijeme socijalističke BiH ovo je naselje pripojeno naselju Halapić.